# Амесага, Хуан Хосе де
Хуан Хосе де Амесага Ландарасо (исп. Juan José de Amézaga Landaraso, 28 января 1881 — 20 августа 1956) — уругвайский юрист и политик, президент Уругвая в 1943–1947 годах.

## Биография
Родился в 1881 году в Монтевидео, его родителями были Хуан Хосе де Амесага дель Валье и Хосефа Ландарасо Ибарра, происходящие из испанской провинции Бискайя. Изучал право и социальные науки, его успехи позволили ему получить правительственную стипендию для продолжения обучения в Париже и Берлине. По возвращении занялся преподаванием и юридической деятельностью, в обоих сферах достиг успехов и заслужил признание со стороны коллег.
В 1908 году партия «Колорадо» выдвинула его в качестве своего кандидата в парламент от департамента Дурасно. Победив на выборах, он занимал своё кресло вплоть до 1915 года. В 1916 году президент Клаудио Вильиман сделал его министром промышленности, затем он некоторое время был послом в Аргентине. С 1917 по 1933 годы был президентом Государственного страхового банка, уйдя в отставку после переворота, осуществлённого президентом Габриэлем Террой.
В 1942 году президент Альфредо Бальдомир совершил «хороший переворот», и по его приглашению Амесага вошёл в состав Государственного совета, где принял участие в создании новой Конституции. В ноябре в соответствии с этой новой Конституцией были проведены президентские выборы, на которых Хуан Хосе де Амесага и шедший с ним в связке Антонио Гуани победили под лозунгом «Амесага — кандидат демократии». С 1 марта 1943 года вступил в должность президента страны.
Встав во главе страны, Амесага занялся переводом её на демократические рельсы после десятилетия диктатуры. Для снижения высокого уровня безработицы была развёрнута большая программа общественных работ. В области внешней политики он открыто связал свой курс с США.
После окончания президентского срока жил частной жизнью и занимался юридическими вопросами.